# Qualificazioni al campionato europeo maschile under 21 di calcio 2004
I gruppi delle qualificazioni al campionato europeo di calcio Under-21 2004, ove possibile, sono stati creati in abbinamento ai gruppi di qualificazione delle squadre maggiori partecipanti agli Europei del 2004 con l'eccezione di Andorra, Isole Fær Øer, Liechtenstein e Irlanda del Nord, che non disponevano di rappresentative Under-21, e del Portogallo, la cui squadra maggiore non partecipava alle qualificazioni degli Europei in quanto paese ospitante.
Così le 48 rappresentative Under-21 partecipanti sono state divise in 10 gironi (8 gironi da 5 squadre e 2 da 4) con i criteri sopra esposti.
Le vincenti degli 8 gironi hanno poi disputato uno spareggio, con partite di andata e ritorno, con le seconde di ogni gruppo (le composizioni degli 8 spareggi sono state decise per sorteggio).

## Gruppi di qualificazione

### Gruppo 1
| Squadre     | Punti | G | V | N | P | GF | GS | DR  |
| ----------- | ----- | - | - | - | - | -- | -- | --- |
| 1. Francia  | 22    | 8 | 7 | 1 | 0 | 14 | 0  | +14 |
| 2. Cipro    | 15    | 8 | 5 | 0 | 3 | 12 | 5  | +7  |
| 3. Israele  | 10    | 8 | 3 | 1 | 4 | 6  | 11 | -5  |
| 4. Slovenia | 9     | 8 | 2 | 3 | 3 | 4  | 7  | -3  |
| 5. Malta    | 1     | 8 | 0 | 1 | 7 | 0  | 13 | -13 |

- Slovenia 1-0 Malta
- Cipro 0-1 Francia
- Francia 1-0 Slovenia
- Malta 0-1 Israele
- Malta 0-3 Francia
- Cipro 2-0 Malta
- Cipro 2-0 Israele
- Francia 2-0 Malta
- Israele 0-3 Francia
- Slovenia 2-0 Cipro

- Malta 0-0 Slovenia
- Israele 0-3 Cipro
- Israele 0-0 Slovenia
- Malta 0-1 Cipro
- Francia 2-0 Cipro
- Slovenia 1-2 Israele
- Israele 3-1 Malta
- Slovenia 0-0 Francia
- Francia 2-0 Israele
- Cipro 4-0 Slovenia

 Francia accede agli spareggi in quanto vincitrice del gruppo
 Cipro non accede agli spareggi in quanto non rientra tra le migliori seconde

### Gruppo 2
| Squadre                 | Punti | G | V | N | P | GF | GS | DR  |
| ----------------------- | ----- | - | - | - | - | -- | -- | --- |
| 1. Norvegia             | 19    | 8 | 6 | 1 | 1 | 19 | 4  | +15 |
| 2. Danimarca            | 19    | 8 | 6 | 1 | 1 | 24 | 3  | +21 |
| 3. Bosnia ed Erzegovina | 13    | 8 | 4 | 1 | 3 | 6  | 10 | -4  |
| 4. Romania              | 7     | 8 | 2 | 1 | 5 | 6  | 7  | -1  |
| 5. Lussemburgo          | 0     | 8 | 0 | 0 | 8 | 0  | 31 | -31 |

- Norvegia 3-0 Danimarca
- Bosnia-Erzegovina 2-1 Romania
- Danimarca 9-0 Lussemburgo
- Romania 0-1 Norvegia
- Norvegia 0-0 Bosnia-Erzegovina
- Lussemburgo 0-2 Romania
- Bosnia-Erzegovina 1-0 Lussemburgo
- Romania 0-1 Danimarca
- Lussemburgo 0-5 Norvegia
- Danimarca 3-0 Bosnia-Erzegovina

- Danimarca 2-0 Norvegia
- Romania 0-1 Bosnia-Erzegovina
- Lussemburgo 0-6 Danimarca
- Norvegia 2-1 Romania
- Bosnia-Erzegovina 1-3 Norvegia
- Romania 2-0 Lussemburgo
- Lussemburgo 0-1 Bosnia-Erzegovina
- Danimarca 0-0 Romania
- Norvegia 5-0 Lussemburgo
- Bosnia-Erzegovina 0-3 Danimarca

 Norvegia accede agli spareggi in quanto vincitrice nel gruppo
 Danimarca accede agli spareggi in quanto rientra tra le migliori seconde

### Gruppo 3
| Squadre        | Punti | G | V | N | P | GF | GS | DR  |
| -------------- | ----- | - | - | - | - | -- | -- | --- |
| 1. Rep. Ceca   | 18    | 8 | 6 | 0 | 2 | 17 | 4  | +13 |
| 2. Bielorussia | 18    | 8 | 6 | 0 | 2 | 11 | 6  | +5  |
| 3. Austria     | 11    | 8 | 3 | 2 | 3 | 5  | 8  | -3  |
| 4. Paesi Bassi | 7     | 8 | 1 | 4 | 3 | 6  | 10 | -4  |
| 5. Moldavia    | 2     | 8 | 0 | 2 | 6 | 3  | 14 | -11 |

- Paesi Bassi 0-1 Bielorussia
- Austria 1-0 Moldavia
- Bielorussia 0-1 Austria
- Moldavia 0-2 Repubblica Ceca
- Austria 1-1 Paesi Bassi
- Repubblica Ceca 3-0 Bielorussia
- Paesi Bassi 0-3 Repubblica Ceca
- Bielorussia 3-1 Moldavia
- Rep. Ceca 3-1 Austria
- Moldavia 2-2 Paesi Bassi

- Bielorussia 2-1 Paesi Bassi
- Moldavia 0-1 Austria
- Repubblica Ceca 3-0 Moldavia
- Austria 0-2 Bielorussia
- Paesi Bassi 0-0 Austria
- Bielorussia 1-0 Repubblica Ceca
- Repubblica Ceca 1-2 Paesi Bassi
- Moldavia 0-2 Bielorussia
- Austria 0-2 Repubblica Ceca
- Paesi Bassi 0-0 Moldavia

 Rep. Ceca accede agli spareggi in quanto vincitrice del gruppo
 Bielorussia accede agli spareggi in quanto rientra tra le migliori seconde

### Gruppo 4
| Squadre       | Punti | G | V | N | P | GF | GS | DR  |
| ------------- | ----- | - | - | - | - | -- | -- | --- |
| 1. Polonia    | 20    | 8 | 6 | 2 | 0 | 24 | 6  | +18 |
| 2. Svezia     | 14    | 8 | 4 | 2 | 2 | 17 | 13 | +4  |
| 3. Ungheria   | 12    | 8 | 4 | 0 | 4 | 17 | 13 | +4  |
| 4. Lettonia   | 9     | 8 | 3 | 0 | 5 | 11 | 16 | -5  |
| 5. San Marino | 3     | 8 | 1 | 0 | 7 | 8  | 29 | -21 |

- San Marino 1-5 Polonia
- Lettonia 0-4 Svezia
- Svezia 1-0 Ungheria
- Polonia 3-0 Lettonia
- Ungheria 4-1 San Marino
- San Marino 0-2 Lettonia
- Polonia 3-2 Ungheria
- Polonia 7-0 San Marino
- Ungheria 5-2 Svezia
- Lettonia 4-1 San Marino

- Ungheria 3-1 Lettonia
- San Marino 1-5 Svezia
- Svezia 1-1 Polonia
- San Marino 1-2 Ungheria
- Lettonia 0-2 Polonia
- Svezia 0-3[3] San Marino
- Polonia 1-1 Svezia
- Lettonia 2-0 Ungheria
- Svezia 3-2 Lettonia
- Ungheria 1-2 Polonia

 Polonia accede agli spareggi in quanto vincitore del gruppo
 Svezia accede agli spareggi in quanto rientra tra le migliori seconde

### Gruppo 5
| Squadre     | Punti | G | V | N | P | GF | GS | DR  |
| ----------- | ----- | - | - | - | - | -- | -- | --- |
| 1. Scozia   | 13    | 6 | 4 | 1 | 1 | 10 | 6  | +6  |
| 2. Germania | 13    | 6 | 4 | 1 | 1 | 11 | 5  | +6  |
| 3. Lituania | 9     | 6 | 3 | 0 | 3 | 8  | 8  | 0   |
| 4. Islanda  | 0     | 6 | 0 | 0 | 6 | 4  | 14 | -10 |

- Lituania 1-4 Germania
- Islanda 0-2 Scozia
- Islanda 1-2 Lituania
- Scozia 1-0 Islanda
- Germania 1-0 Lituania
- Lituania 2-1 Scozia

- Scozia 2-2 Germania
- Lituania 3-0 Islanda
- Islanda 1-3 Germania
- Germania 0-1 Scozia
- Scozia 3-2 Lituania
- Germania 1-0 Islanda

 Scozia accede agli spareggi in quanto vincitrice del gruppo
 Germania accede agli spareggi in quanto rientra tra le migliori seconde

### Gruppo 6
| Squadre             | Punti | G | V | N | P | GF | GS | DR  |
| ------------------- | ----- | - | - | - | - | -- | -- | --- |
| 1. Spagna           | 19    | 8 | 6 | 1 | 1 | 16 | 2  | +14 |
| 2. Grecia           | 12    | 8 | 3 | 3 | 2 | 10 | 7  | +3  |
| 3. Ucraina          | 11    | 8 | 2 | 5 | 1 | 8  | 5  | +3  |
| 4. Irlanda del Nord | 7     | 8 | 2 | 1 | 5 | 8  | 16 | -8  |
| 5. Armenia          | 5     | 8 | 1 | 2 | 5 | 5  | 17 | -12 |

- Grecia 1-0 Spagna
- Armenia 1-1 Ucraina
- Spagna 1-0 Irlanda del Nord
- Ucraina 1-1 Grecia
- Grecia 2-1 Armenia
- Irlanda del Nord 1-1 Ucraina
- Armenia 2-0 Irlanda del Nord
- Ucraina 0-0 Spagna
- Irlanda del Nord 2-6 Grecia
- Spagna 5-0 Armenia

- Spagna 2-0 Grecia
- Ucraina 4-0 Armenia
- Irlanda del Nord 1-4 Spagna
- Grecia 0-0 Ucraina
- Armenia 0-0 Grecia
- Ucraina 1-0 Irlanda del Nord
- Irlanda del Nord 3-1 Armenia
- Spagna 2-0 Ucraina
- Grecia 0-1 Irlanda del Nord
- Armenia 0-2 Spagna

 Spagna accede agli spareggi in quanto vincitrice del gruppo
 Grecia non accede agli spareggi in quanto non rientra tra le migliori seconde

### Gruppo 7
| Squadre        | Punti | G | V | N | P | GF | GS | DR  |
| -------------- | ----- | - | - | - | - | -- | -- | --- |
| 1. Turchia     | 22    | 8 | 7 | 1 | 0 | 18 | 5  | +13 |
| 2. Portogallo  | 18    | 8 | 6 | 0 | 2 | 20 | 11 | +9  |
| 3. Inghilterra | 11    | 8 | 3 | 2 | 3 | 14 | 10 | +4  |
| 4. Slovacchia  | 6     | 8 | 2 | 0 | 6 | 9  | 16 | -7  |
| 5. Macedonia   | 1     | 8 | 0 | 1 | 7 | 4  | 23 | -19 |

- Turchia 2-1 Slovacchia
- Portogallo 1-0 Macedonia
- Slovacchia 0-4 Inghilterra
- Macedonia 0-4 Turchia
- Turchia 4-2 Portogallo
- Inghilterra 3-1 Macedonia
- Portogallo 4-2 Inghilterra
- Macedonia 0-2 Slovacchia
- Inghilterra 1-1 Turchia
- Slovacchia 0-2 Portogallo

- Slovacchia 0-1 Turchia
- Macedonia 1-4 Portogallo
- Inghilterra 2-0 Slovacchia
- Turchia 3-0 Macedonia
- Portogallo 1-2 Turchia
- Macedonia 1-1 Inghilterra
- Inghilterra 1-2 Portogallo
- Slovacchia 5-1 Macedonia
- Turchia 1-0 Inghilterra
- Portogallo 4-1 Slovacchia

 Turchia accede agli spareggi in quanto vincitrice del gruppo
 Portogallo accede agli spareggi in quanto rientra tra le migliori seconde

### Gruppo 8
| Squadre     | Punti | G | V | N | P | GF | GS | DR |
| ----------- | ----- | - | - | - | - | -- | -- | -- |
| 1. Croazia  | 11    | 6 | 3 | 2 | 1 | 9  | 4  | +5 |
| 2. Belgio   | 10    | 6 | 3 | 1 | 2 | 10 | 8  | +2 |
| 3. Bulgaria | 10    | 6 | 3 | 1 | 2 | 7  | 8  | -1 |
| 4. Estonia  | 2     | 6 | 0 | 2 | 4 | 4  | 10 | -6 |

- Belgio 3-1 Bulgaria
- Croazia 3-1 Estonia
- Bulgaria 1-3 Croazia
- Estonia 0-1 Belgio
- Croazia 1-1 Belgio
- Estonia 1-1 Bulgaria

- Bulgaria 2-1 Belgio
- Estonia 0-0 Croazia
- Bulgaria 1-0 Estonia
- Belgio 0-2 Croazia
- Croazia 0-1 Bulgaria
- Belgio 4-2 Estonia

 Croazia accede agli spareggi in quanto vincitrice del gruppo
 Belgio non accede agli spareggi in quanto non rientra tra le migliori seconde

### Gruppo 9
| Squadre                | Punti | G | V | N | P | GF | GS | DR  |
| ---------------------- | ----- | - | - | - | - | -- | -- | --- |
| 1. Italia              | 24    | 8 | 7 | 0 | 1 | 26 | 5  | +21 |
| 2. Serbia e Montenegro | 19    | 8 | 6 | 1 | 1 | 16 | 8  | +8  |
| 3. Finlandia           | 11    | 8 | 3 | 2 | 3 | 11 | 9  | +2  |
| 4. Galles              | 7     | 8 | 2 | 1 | 5 | 5  | 16 | -11 |
| 5. Azerbaigian         | 0     | 8 | 0 | 0 | 8 | 0  | 20 | -20 |

- Azerbaigian 0-20 Italia
- Finlandia 2-1 Galles
- Finlandia 3-0 Azerbaigian
- Italia 12-1 Jugoslavia
- Galles 1-12 Italia
- Jugoslavia 3-3 Finlandia
- Azerbaigian 0-1 Galles
- Serbia e Montenegro 3-0 Azerbaigian
- Italia 11-0 Finlandia
- Galles 3-0[7] Azerbaigian

- Finlandia 1-2 Serbia e Montenegro
- Finlandia 1-12 Italia
- Azerbaigian 0-2 Serbia e Montenegro
- Serbia e Montenegro 3-0 Galles
- Italia 8-1 Galles
- Azerbaigian 0-1 Finlandia
- Galles 0-0 Finlandia
- Serbia e Montenegro 1-12 Italia
- Italia 6-0 Azerbaigian
- Galles 0-1 Serbia e Montegro

 Italia accede agli gironi in quanto vincitrice del gruppo
 Serbia e Montenegro accede agli spareggi in quanto rientra tra le migliori seconde

### Gruppo 10
| Squadre     | Punti | G | V | N | P | GF | GS | DR |
| ----------- | ----- | - | - | - | - | -- | -- | -- |
| 1. Svizzera | 19    | 8 | 6 | 1 | 1 | 12 | 6  | +6 |
| 2. Russia   | 15    | 8 | 5 | 0 | 3 | 14 | 8  | +6 |
| 3. Albania  | 10    | 8 | 3 | 1 | 4 | 10 | 10 | 0  |
| 4. Irlanda  | 8     | 8 | 2 | 2 | 4 | 8  | 11 | -3 |
| 5. Georgia  | 5     | 8 | 1 | 2 | 5 | 7  | 16 | -9 |

- Russia 2-0 Irlanda
- Svizzera 2-0 Georgia
- Albania 0-0 Svizzera
- Georgia 0-3 Russia
- Irlanda 2-3 Svizzera
- Russia 1-0 Albania
- Georgia 1-1 Irlanda
- Albania 1-4 Russia
- Albania 1-0 Irlanda
- Georgia 0-2 Svizzera

- Irlanda 0-3[8] Albania
- Svizzera 1-0 Russia
- Irlanda 1-1 Georgia
- Svizzera 2-1 Albania
- Irlanda 2-0 Russia
- Georgia 3-1 Albania
- Albania 3-0 Georgia
- Russia 1-2 Svizzera
- Russia 3-2 Georgia
- Svizzera 0-2 Irlanda

 Svizzera accede agli spareggi in quanto vincitrice del gruppo
 Russia non accede agli spareggi in quanto non rientra tra le migliori seconde

### Seconde
Lista delle seconde qualificate nei vari gruppi.
Nel raffronto sono presi in considerazione solo i risultati tra le migliori 4 squadre dei gruppi.
Le migliori 6 squadre si aggiungono alle 10 vincitrici dei gironi nei play-off per la qualificazione alla fase finale.
| Squadre                | Punti | G | V | N | P | GF | GS | DR |
| ---------------------- | ----- | - | - | - | - | -- | -- | -- |
| 1. Germania            | 13    | 6 | 4 | 1 | 1 | 11 | 5  | +6 |
| 2. Danimarca           | 13    | 6 | 4 | 1 | 1 | 9  | 3  | +6 |
| 3. Serbia e Montenegro | 13    | 6 | 4 | 1 | 1 | 11 | 8  | +3 |
| 4. Portogallo          | 12    | 6 | 4 | 0 | 2 | 15 | 10 | +5 |
| 5. Bielorussia         | 12    | 6 | 4 | 0 | 2 | 6  | 5  | +1 |
| 6. Svezia              | 11    | 6 | 3 | 2 | 1 | 12 | 9  | +3 |
| 7. Belgio              | 10    | 6 | 3 | 1 | 2 | 10 | 8  | +2 |
| 8. Cipro               | 9     | 6 | 3 | 0 | 1 | 9  | 5  | +4 |
| 9. Grecia              | 9     | 6 | 2 | 2 | 2 | 8  | 6  | +2 |
| 10. Russia             | 9     | 6 | 3 | 0 | 3 | 9  | 8  | +1 |

## Spareggi per l'accesso alla fase finale
Andata 14 e 15 novembre, ritorno 18 e 19 novembre 2003.
| Squadra 1           | Totale            | Squadra 2 | Andata | Ritorno |
| ------------------- | ----------------- | --------- | ------ | ------- |
| DEU                 | 2 - 1             | Turchia   | 1 - 0  | 1 - 1   |
| Serbia e Montenegro | 5 - 4             | Norvegia  | 5 - 1  | 0 - 3   |
| PRT                 | 3 - 3 4 - 1 (dcr) | Francia   | 1 - 2  | 2 - 1   |
| DNK                 | 1 - 1 (gfc)       | ITA       | 1 - 1  | 0 - 0   |
| Bielorussia         | 5 - 1             | Polonia   | 1 - 1  | 4 - 0   |
| Svezia              | 3 - 1             | ESP       | 2 - 0  | 1 - 1   |
| Svizzera            | 3 - 3 4 - 3 (dcr) | CZE       | 1 - 2  | 2 - 1   |
| HRV                 | 2 - 1             | SCO       | 2 - 0  | 0 - 1   |

## Squadre qualificate
| Squadra                                           | Data            |
| ------------------------------------------------- | --------------- |
| Bielorussia                                       | 19 ottobre 2003 |
| Croazia                                           | 18 ottobre 2003 |
| Germania (in seguito designata nazione ospitante) | 18 ottobre 2003 |
| Italia                                            | 19 ottobre 2003 |
| Portogallo                                        | 18 ottobre 2003 |
| Serbia e Montenegro                               | 18 ottobre 2003 |
| Svezia                                            | 19 ottobre 2003 |
| Svizzera                                          | 19 ottobre 2003 |